# Aaron Motsoaledi

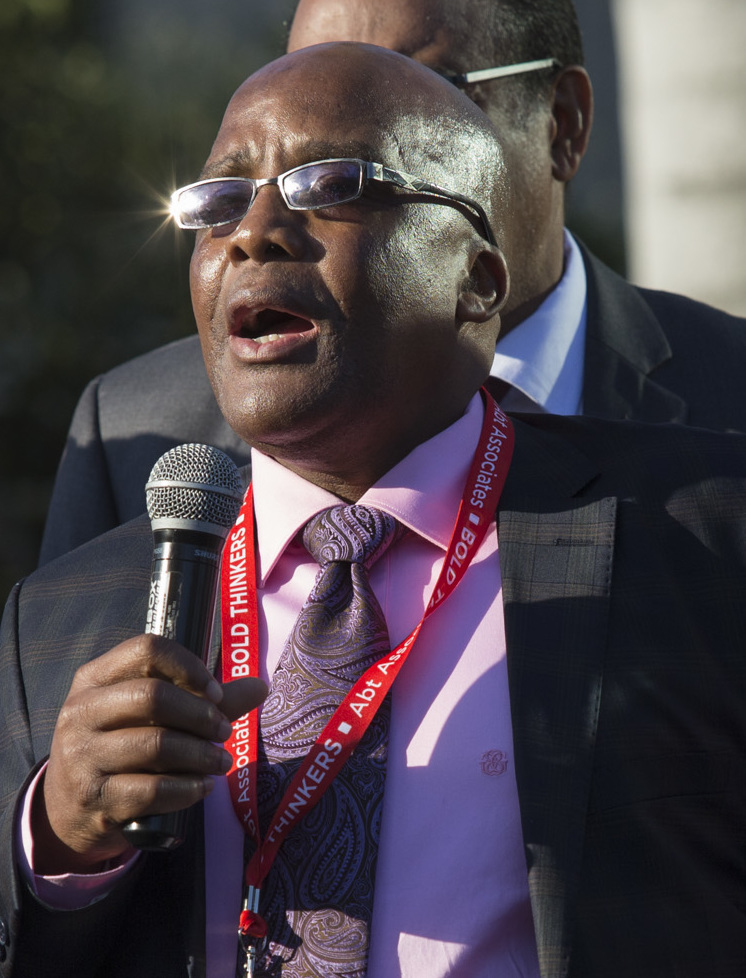
Aaron Motsoaledi (2016)

Aaron Pakishe Motsoaledi (* 7. August 1958 in Phokwane, Transvaal) ist ein südafrikanischer Politiker des African National Congress (ANC). Von Mai 2009 bis Mai 2019 war er Gesundheitsminister, danach war er Innenminister (Minister of Home Affairs). Nach den Parlamentswahlen im Jahre 2024 übernahm er wieder das Gesundheitsministerium.

## Leben
Nach dem Besuch der Setotolwane High School in Nord-Transvaal absolvierte Motsoaledi ein Studium in den Fächern Medizin und Chirurgie an der Universität von Natal und schloss dieses Studium mit jeweils einem Bachelor in Medizin sowie einem Bachelor in Chirurgie ab. Anschließend war er zwischen 1986 und 1994 Vorsitzender des Beratungsbüros im späteren Distrikt Greater Sekhukhune. 1989 war er außerdem Vorsitzender des Gesundheits- und Ernährungsberatungsprojekts Hlahlolanang.
Daneben begann er Anfang der 1990er Jahre seine politische Laufbahn im ANC und war zunächst zwischen 1991 und 1992 Vizevorsitzender des ANC in Northern Transvaal. Nachdem er 1994 Leiter des Forschungs- und Beratungswahlteam des ANC in der Provinz Limpopo geworden war, war er ab 1994 Vorsitzender des Wahlausschusses des ANC. Daneben wurde er Mitglied des Nationalen Exekutivkomitees sowie Leiter der Wirtschafts- und Infrastruktursektion des ANC.
Motsoaledi, der ab 1994 Mitglied des Provinzversammlung der Provinz Limpopo war, wurde 1994 Mitglied des Exekutivrates (Provinzregierung) von Limpopo für Bildung und behielt diese Funktion bis 1997. Nachdem er zwischenzeitlich von 1998 bis 1999 Mitglied des Exekutivrates für Verkehr war, war er ab 1999 Mitglied der Provinzregierung von Limpopo für Landwirtschaft, Ländereien und Umwelt.
Er wurde nach der Wahl von Jacob Zuma zum neuen Präsidenten Südafrikas von diesem am 10. Mai 2009 zum Gesundheitsminister im Kabinett Zuma I ernannt. Auch dem 2014 bis 2018 amtierenden Kabinett Zuma II gehörte Motsoaledi in derselben Funktion an. Cyril Ramaphosa berief ihn anschließend ebenfalls in sein erstes Kabinett. Im Kabinett Ramaphosa II war er Innenminister (Minister of Home Affairs). Nach den Parlamentswahlen 2024 wurde er im Kabinett Ramaphosa III wieder Gesundheitsminister.